# Studio '73
Studio '73 was tussen 1973 en 1991 de naam van de ziekenomroep van het Rooms Katholiek Ziekenhuis (RKZ) in de Nederlandse stad Groningen. Vanaf de start zond de omroep dagelijks minimaal 2,5 uur live radioprogramma's uit. In 1991, bij de fusie van het RKZ met Diakonessenhuis, is de omroep opgegaan in de Martini Omroep.

## Voorgeschiedenis
In 1954 begon pater Visser met het aanbieden van muziek aan de patiënten van het RKZ onder de naam ROKZG: Radio Omroep Katholiek Ziekenhuis Groningen.
In het begin kwam de muziek via een systeem van luidsprekers op de ziekenzalen terecht. In 1955 sloot de PTT het ziekenhuis aan op de draadomroep. De zogeheten luisterkussens deden hun intrede. Via dit netwerk werd ook het signaal van de ROKZG verspreid door het ziekenhuis.
Pater Visser en de zusters van het ziekenhuis draaiden enkele uren per week koorwerken en kerkgezangen voor de patiënten.
De luisterkussens maakten later plaats voor oortjes. Dit systeem bestond uit een kleine luidspreker met daaraan een dunne rubberen slang waardoor het geluid zich voortplantte, met aan het eind een verwisselbaar rubberen oortje dat de patiënt om zijn oor klemde. De geluidskwaliteit was te vergelijken met de ontvangst van een middengolfzender. De oortjes hadden een keuzeschakelaar met 4 zenders, waaronder Hilversum 1 en Hilversum 2.

## Halte Lijn 4
Rond 1968 deden vrijwilligers hun intrede in de studio in de kelder van het ziekenhuis aan de Verlengde Heerenweg 92. Met de verouderde apparatuur maakte de nieuwe ploeg enkele uren per week radioprogramma's. De naam van de omroep was intussen veranderd in Halte Lijn 4, gebaseerd op het feit dat de omroep op het 4e en laatste kanaal van de oortjes was te ontvangen.
De leiding was in handen van pater Van der Poel, die een strikte lijn hanteerde voor de platenkeuze. De geestelijk verzorger van het ziekenhuis maakte wekelijkse programma's: de zondagse kerkmis en een overdenking tot de biecht. De vrijwilligers draaiden voornamelijk verzoekplaten.
1969 bracht een nieuwe lichting vrijwilligers. Een van hen had een bandrecorder, wat de mogelijkheden voor het maken van een radioprogramma aanzienlijk vergrootte. De lichting, waaronder Hans Knot, had een grote affiniteit met de zeezenders. Zo haalde een grap van de nieuwe medewerkers in 1971 het nieuws. Er zou een nieuwe zeezender komen, vertelden ze een journalist van de RONO. Het bleek fake news avant la lettre .
Dezelfde eigengereidheid was ook te merken aan de tegendraadse naam die de omroep in 1972 kreeg: Radio Clothilde, volgens sommigen een verwijzing naar de tante van tekenfilmhond Brigadier Dog. Het was de opmaat voor volgende veranderingen. De medewerkers waren druk bezig met het bouwen en inrichten van de nieuwe studio, die voldoende armslag moest geven om dagelijks radioprogramma's te verzorgen.

## Studio '73
Op 11 augustus 1973 vond de officiële opening plaats van de nieuwe ziekenomroep, die in de nieuwe studio dagelijks programma’s ging verzorgen. De nieuwe naam was Studio '73. Krijn Torringa was te gast tijdens de opening. De uitbreiding van zendtijd vroeg om nieuwe medewerkers. Een van hen was Rob van Dam, ook iemand met affiniteit voor zeezenders.
Vanaf 1984 verzorgde Studio '73 ook televisieprogramma's. Eerst een keer of twee per jaar, maar met de ontwikkeling van betrouwbaardere, beter draagbare en goedkopere videoapparatuur nam de uitzendfrequentie toe. Terugkerende onderwerpen waren, naast kerkdiensten, evenementen als Gronings Ontzet, Op Roakeldais en het Eelder Bloemencorso. Radio bleef wel het belangrijkste werk. Dagelijks dicht bij de patiënt staan was het doel van de omroep.
Op 11 augustus 1988 bestond Studio '73 vijftien jaar. Medewerker Thijs Wassens maakte een geluidsdocument van de eerste 15 jaar. Oude opnames waren lastig te vinden: er was geen uitzendarchief.

## Martini Omroep
In 1991 fuseerde het RKZ met het diaconessenhuis tot Martini Ziekenhuis. De omroepen van beide, Studio '73 en Dizirao, fuseerden noodgedwongen mee. De officiële opening van de nieuwe omroep was op 27 april 1992. De nieuwe naam was Martini Omroep.

## Trivia
De omroep had een uitgebreide eigen platencollectie: duizenden singles (waaronder tientallen collector's items), honderden elpees en cd's. In de jaren 1980 begonnen de medewerkers  om dit bestand te catalogiseren, zodat verzoeken voor muziek eenvoudiger gehonoreerd konden worden. Veel van de platen zijn gedurende de jaren gratis beschikbaar gesteld door Groninger platenzaken.
De langst meedraaiende vrijwilliger was Hans Spijkerman. Vanaf april 1972 tot mei 2022 presenteerde hij het verzoekplatenprogramma 299 (naar het eerste interne telefoonnummer van de studio).